# Dunkle Jahrhunderte
Als dunkle Jahrhunderte oder dunkles Zeitalter (engl. Dark Ages) werden Zeiträume bezeichnet, in denen die Geschichte einer bestimmten Region mangels Schriftquellen oder archäologischer Funde wenig bis gar nicht erforscht ist. Oft gehen diesen „dunklen Jahrhunderten“ Zeitabschnitte voraus, die besser bekannt sind. Die Begriffsverwendung ist bisweilen problematisch und kann einen abwertenden Charakter haben.

## Begriff und Problematik
Im übertragenen Sinn bezeichnet man teilweise auch Zeiten, in denen das zivilisatorische Niveau (z. B. durch Kriege, Verfolgungen, Seuchen) als relativ niedrig eingeschätzt wird, als dunkel bzw. dunkle Jahrhunderte. In diesen Zeiten kann auch ein Rückgang des Kulturschaffens und damit auch der Schriftproduktion zu verzeichnen sein, wodurch die Wahrscheinlichkeit, dass informative Schriftquellen überliefert wurden, reduziert wird. Ein etwa durch Seuchen oder Kriege verursachter Rückgang der menschlichen Besiedlungsdichte verringert auch die Möglichkeit archäologischer Funde.
Allerdings ist der Begriff „dunkles Zeitalter“ an sich durchaus problematisch. In der Renaissance prägten Humanisten den Topos vom „dunklen“ oder „finsteren Mittelalter“, das ihrer eigenen, nun „erleuchteten Zeit“ voranging und in dem religiös begründeter Dogmatismus den Geist verfinstert habe. In der modernen Forschung wird hingegen wesentlich differenzierter geurteilt.
Im englischsprachigen Raum wurde der Begriff Dark Ages teils auch auf das gesamte Mittelalter negativ wertend angewandt. Aaron J. Gurjewitsch schreibt dazu:
Das „Mittelalter“ gilt fast als synonym für alles Dunkle und Reaktionäre. Seine frühe Periode bezeichnet man als „düstere Jahrhunderte“. Das Oxforder Wörterbuch der englischen Sprache dehnt den Ausdruck Dark Ages sogar auf das gesamte Mittelalter aus. Ein solches Verhältnis zum Mittelalter, das im 17. und 18. Jahrhundert in bestimmtem Maße erklärlich ist, [...], hat längst jegliche Legitimation verloren.
In der Altertumsforschung wird der Ausdruck vor allem für die anatolischen, griechischen und die britischen „dunklen Jahrhunderte“ angewendet. Landsberger postulierte ein babylonisches oder assyrisches dunkles Zeitalter zwischen Samsu-ditana und Gandaš bzw. Adasi, was er auf größere Migrationen in Babylonien und Assyrien zurückführte.

## Beispiele

### Altes Ägypten
Die Ägyptische Chronologie beschäftigt sich mit der zeitlichen Einordnung von Geschichtsdaten, Ereignissen und Entwicklungen der materiellen Kultur des alten Ägypten. Die Chronologie unterscheidet sich klar von der Kulturgeschichte, die eine bestimmte, eben kulturgeschichtliche, Perspektive auf die Gegenstände richtet.

### Antike
Dunkle Jahrhunderte bezeichnet einen Zeitraum zwischen dem 12. und 8. vorchristlichen Jahrhundert im antiken Griechenland und Anatolien. In ihnen findet der Übergang von der Bronze- zur Eisenzeit statt.

### Europäisches Mittelalter
Als dunkle Jahrhunderte bzw. dunkles Zeitalter werden Zeitabschnitte bezeichnet, für die nur wenige Quellen zur Verfügung stehen. Der Mangel an schriftlichen Nachrichten, numismatischen und teilweise auch archäologischen Funden erschwert die historische Erforschung und Bewertung dieser Zeiten.

### Saeculum obscurum
Als Saeculum obscurum (dunkles Jahrhundert) wird der Zeitraum von 882 bis 1046 in der Papstgeschichte bezeichnet, in der das Papsttum eine tiefe Krise durchlebte.